# Valentina Pahde
Valentina Victoria Pahde (München, 4. listopada 1994.), njemačka glumica i pjevačica hrvatskog podrijetla.

## Životopis
Rođena je 4. listopada 1994. u Münchenu. Majka joj je Hrvatica i naučila ju je hrvatski jezik.
U najpoznatijoj njemačkoj sapunici, od 2015. utjelovljuje glavni lik Sunny Richter. U jednom nastavku, na hrvatskom jeziku je porazgovarala sa zaštitarom Hrvatom.
Njemački mediji su je prozvali "plavušom iz Münchena", a ona i sestra blizanka Cheyenne, također glumica, prozvane „najpoznatijim njemačkim blizankama“.
U slobodno vrijeme bavi se umjetničkim klizanjem, plesom i tenisom.

## Filmografija
Film
- Fack ju Göthe (2013.)

Televizija
- Lugarnica (2002. – 2006.)
- Schulmädchen (2005.)
- Marienhof (2010. – 2011.)
- Dobra vremena, loša vremena (2015. - ) ↓1